# مسابقات دوچرخه‌سواری کلاسیک برتانی
مسابقات دوچرخه‌سواری کلاسیک بروتانی (که تا سال ۲۰۱۵ با نام جایزه بزرگ غرب فرانسه شناخته می‌شد) یک مسابقه دوچرخه‌سواری در فرانسه است.
این مسابقه که در منطقه برتانی برگزار می‌شود از سال ۱۹۳۱ تاکنون سالانه در یک روز انجام می‌شود.

## قهرمانی بر پایه کشور
| قهرمانی | کشور                                                                              |
| ------- | --------------------------------------------------------------------------------- |
| ۶۲      | فرانسه                                                                            |
| ۴       | ایتالیا                                                                           |
| ۲       | استرالیا · بلژیک · نروژ                                                           |
| ۱       | جمهوری ایرلند · مولدووا · هلند · سوئیس · اسلوونی · بریتانیا · ایالات متحده آمریکا |